# Rašće
Rašće är ett samhälle i Bosnien och Hercegovina.   Det ligger i entiteten Republika Srpska, i den nordvästra delen av landet, 200 km nordväst om huvudstaden Sarajevo. Rašće ligger 290 meter över havet och antalet invånare är 181.
Terrängen runt Rašće är platt åt nordost, men åt sydväst är den kuperad. Närmaste större samhälle är Bosanska Krupa, 11,1 km sydväst om Rašće. 
Omgivningarna runt Rašće är en mosaik av jordbruksmark och naturlig växtlighet. Runt Rašće är det ganska tätbefolkat, med 75 invånare per kvadratkilometer.